# スカールベーク駅
スカールベーク駅（フランス語: Gare de Schaerbeek オランダ語: Station Schaarbeek）は、ベルギー・ブリュッセル首都圏地域の都市スカールベークにある鉄道駅である。

## 概要
ブリュッセル中心部の北東側に位置し、ブリュッセルからルーヴェン、アントウェルペンまたはブリュッセル国際空港へ向かう列車が通る。北南接続線(南駅、中央駅、北駅)を通り最初に普通列車(L・P)が停車するのがスカールベーク駅で、駅は多くの準急(IR)やラッシュ時間帯の普通列車ピークトレイン(P)の終着駅となっている。
ブリュッセル首都圏交通が運行するトラムも接続しており、当駅から南へ、中心部の公園駅などを経てFort-Jacoに至る92号線が乗り入れる。以前は42号線も乗り入れていたが、2011年にプレメトロの7号線に置き換えられ、当駅を経由しなくなった。7号線は隣のプリンセス･エリザベスより利用可能である。

## 駅構造

### ベルギー国鉄
駅には3番線から15番線まで13線のプラットホームがあり、1番線と2番線はフランス南部を主な目的地としたカートレイン用に使用されていた。カートレインは2000年に始発駅が変更されたが、結局2003年に廃止されてしまった。スカールベーク駅の南西側には貨物駅や車両基地などの広大な鉄道用地が広がっている。

## 利用状況
ベルギー国鉄は2007年の統計で、平日2,935人、土曜502人、日曜369人が利用している。

## 駅周辺
- ユアール・アモワール通り

## 歴史
フレミッシュ＝ネオ＝ルネサンス様式の荘厳な駅舎は建築家フランツ＝ソラン(Franz Seulen)によって2期に分けられて建てられた。正面に向かって左側の建物は1890年に本屋となる右側の建物は1913年である。
駅舎は1994年にブリュッセル首都圏地域の重要記念物とされ、建物正面部分が修復された。今日、駅舎の大部分は使われなくなっているが、切符売り場が平日の限られた時間に開いている。

## 隣の駅
ベルギー国鉄
25号線
ブリュッセル北駅 - スカールベーク駅 - ブダ駅
26号線
スカールベーク駅 - アレン駅
27号線
ブリュッセル北駅 - スカールベーク駅 - マヘレン駅
28号線
スカールベーク駅 - Koninklijke Halte駅
36号線
ブリュッセル北駅 - スカールベーク駅 - アレン南駅
36N号線
ブリュッセル北駅 - スカールベーク駅 - アレン南駅
トラム（ブリュッセル首都圏交通）
■92号線
スカールベーク駅 - プリンセス・エリザベス駅